# Bloqueio do ramo direito do feixe de His
Bloqueio do ramo direito do feixe de His (de Wilhelm His, anatomista) é uma arritmia cardíaca na qual o impulso elétrico provindo do nódulo átrio-ventricular não passa através do ramo direito do feixe de His, mas apenas através do ramo esquerdo do feixe de His.

## Critérios eletrocardiográficos

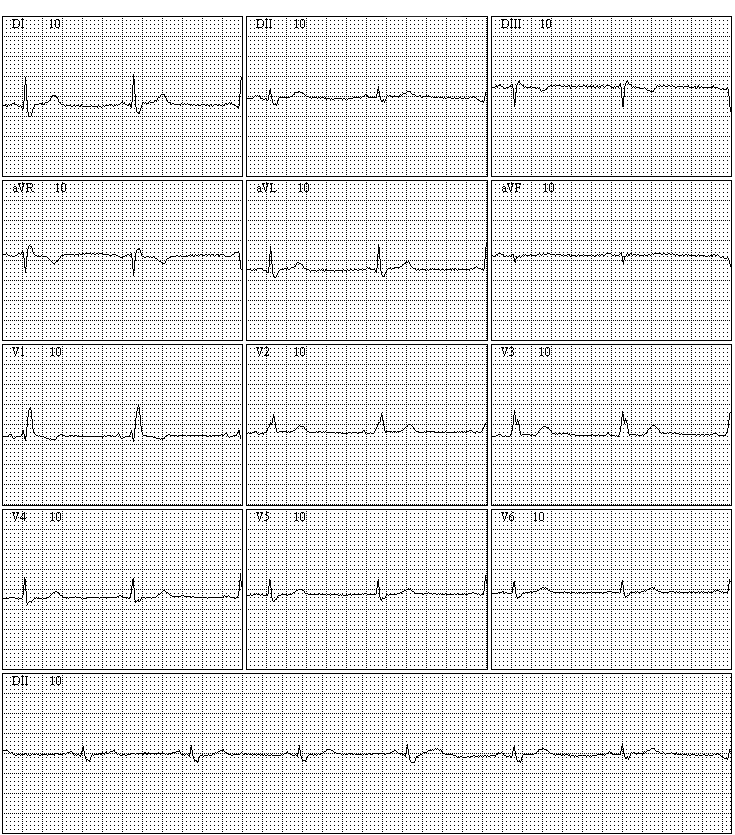
Bloqueio completo do ramo direito do feixe de His

São critérios eletrocardiográficos para o Bloqueio completo do ramo direito do feixe de His..
1. Duração do complexo QRS maior ou igual a 120 ms;
  1. A ausência deste critério, com a presença dos demais configura o Bloqueio incompleto do ramo direito do feixe de His
2. Presença de ondas S empastadas em D1, aVL, V5 e V6;
3. Presença de complexos qR em aVR com R empastada;
4. Presença de complexos rSR’ ou rsR’ em V1 com R’ espessado;
5. Eixo elétrico médio de QRS variável, tendendo para a direita;
6. Onda T assimétrica em oposição ao retardo final de QRS.

Um ventrículo contrai antes do outro.

## Anatomia Patológica

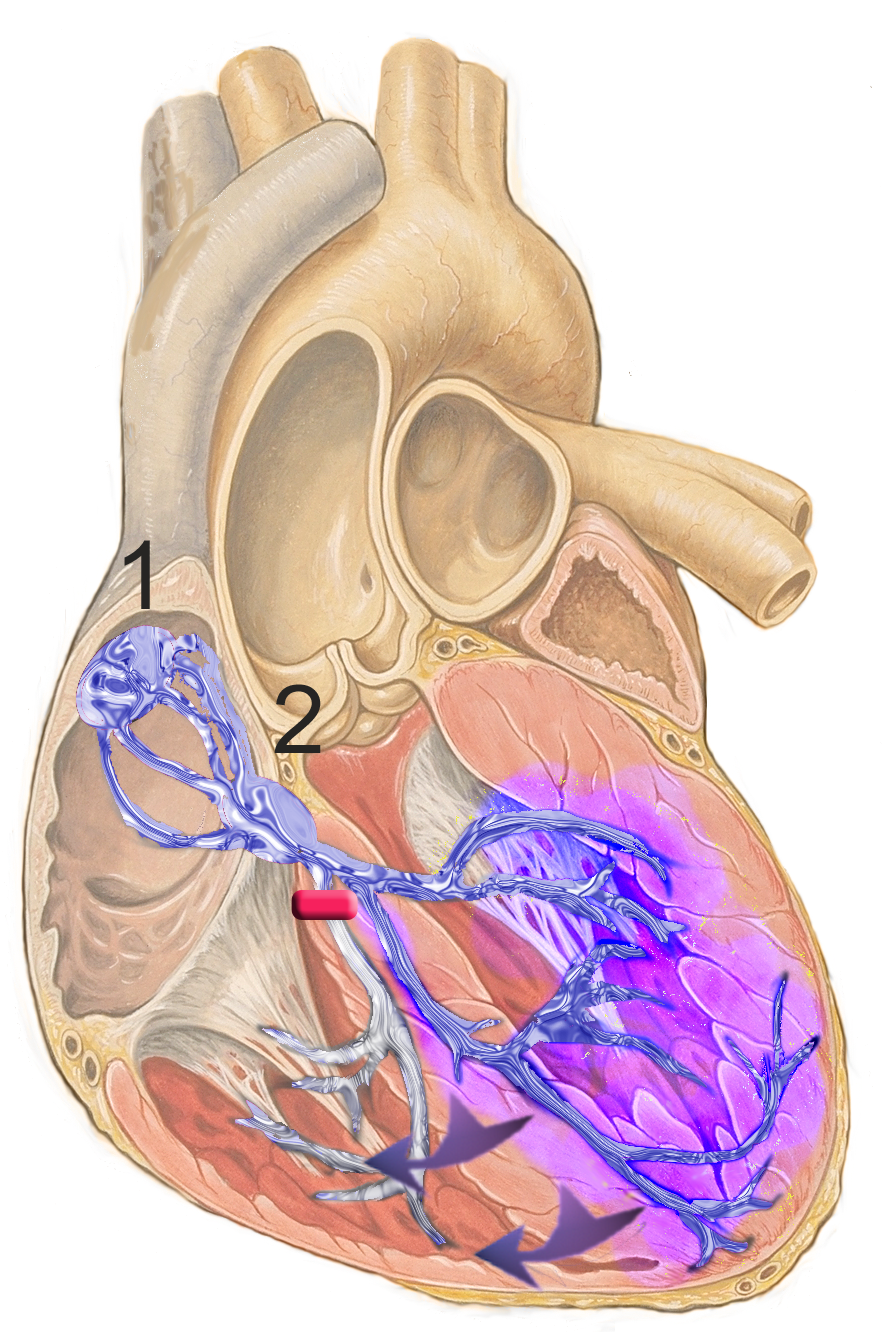
Bloqueio do ramo direito do feixe de His -
1)Nó Sinusal.
2)Nó AV